# Rick ten Voorde
Rick ten Voorde est un footballeur néerlandais, né le 20 juin 1991 à Emmen. Il évolue au poste d'attaquant.

## Palmarès
Vierge

## Statistiques
| Saison    | Club                | Pays           | Championnat         | Coupes nationales | Coupes continentales |
| --------- | ------------------- | -------------- | ------------------- | ----------------- | -------------------- |
| 2008-2009 | FC Emmen            | Eerste divisie | 18 matchs / 9 buts  | -                 | -                    |
| 2009-2010 | NEC Nimègue         | Eredivisie     | 7 matchs / 1 but    | -                 | -                    |
| 2010-2011 | NEC Nimègue         | Eredivisie     | 16 matchs / 1 but   | 1 match           | -                    |
| 2011-2012 | RKC Waalwijk        | Eredivisie     | 27 matchs / 9 buts  | 4 matchs          | -                    |
| 2012-2013 | NEC Nimègue         | Eredivisie     | 18 matchs / 3 buts  | 1 match           | -                    |
| 2012-2013 | NAC Breda           | Eredivisie     | 13 matchs / 3 buts  | -                 | -                    |
| 2013-2014 | SC Paderborn 07     | 2.Bundesliga   | 13 matchs / 2 buts  | 1 match / 1 but   | -                    |
| 2014-2015 | FC Dordrecht (prêt) | Eredivisie     | 25 matchs / 1 but   | 2 matchs          | -                    |
| 2015-2016 | FC Emmen            | Eerste divisie | 33 matchs / 10 buts | 4 matchs          | -                    |
| 2016-2017 | Almere City FC      | Eerste divisie | 4 matchs            | -                 | -                    |

Dernière mise à jour le 3 septembre 2016